# 945 aC
L'any 945 aC és un any segons l'era cristiana

## Egipte
Rei Shoshenq I (945 - 924 aC) el primer faraó de la XXII dinastia d'Egipte.
Sjosjenq I unifica l'Alt i el Baix Egipte i conclou un acord comercial amb Biblos.

## Europa
El rei Leil (945 a 920 aC) succeeix al seu pare Brutus Greenshield com el governant de la Gran Bretanya.

## Morts
- Psusennes II, faraó del Baix Egipte